# پراکندگی گونه

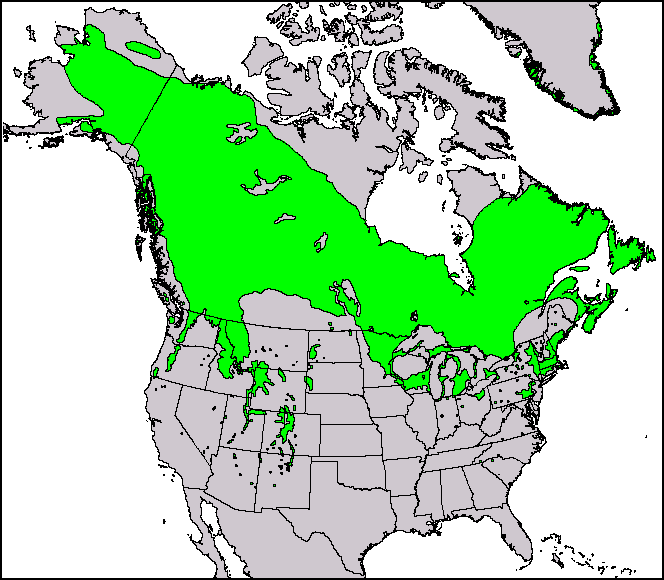
نقشه دامنه پراکنش گونه‌ای نشان‌دهنده منطقه‌ای است که افراد یک گونه را می‌توان یافت. این یک نقشه دامنه پراکنش از Juniperus communis, درخت ارس معمولی است.

پراکندگی گونه (به انگلیسی: Species distribution) یا پراکنش گونه (به انگلیسی: Species dispersion) روشی است که در آن یک آرایه زیستی به صورت فضایی مرتب می‌شود. محدوده جغرافیایی پراکندگی یک آرایه خاص، محدوده آن است که اغلب به صورت مناطق سایه‌دار روی نقشه نشان داده می‌شود. الگوهای پراکندگی بستگی به مقیاسی که در آن دیده می‌شود تغییر می‌کند، از آرایش افراد در یک واحد کوچک خانواده، تا الگوهای درون یک جمعیت یا پراکkدگی کلی گونه به عنوان یک کل (دامنه پراکنش). پراکندگی گونه‌ها را نباید با پراکنش زیستی اشتباه گرفت، که عبارت است از جابجایی افراد به دور از منطقه مبدأ خود یا از یک مرکز جمعیتی با تراکم بالا.

## دامنه یا محدوده
در زیست‌شناسی، دامنه یا محدوده (Range) یک گونه، منطقه جغرافیایی است که آن گونه را می‌توان در آن یافت. در این دامنه، پراکندگی ساختار کلی جمعیت گونه است، در حالی که پراکنش (dispersion) تغییر در تراکم جمعیت آن است.

سه نوع اصلی پراکندگی جمعیت در یک محدوده منطقه‌ای (از بالا به پایین) یکنواخت (uniform)، تصادفی (random) و دسته‌ای (clumped) هستند.

## جستارهای بیشتر
- مهاجرت جانوران
- جغرافیای زیستی
- پراکندگی جهان‌میهنی